# T-62
T-62 je ime za sovjetski tenk koji se proizvodio između 1961. i 1975. i postao je standardni tenk u Crvenoj armiji sve do pojave T-64 i T-72. 
T-62 je razvijen iz T54/55 modela i ustvari je njegova povećana inačica, kako bi u veću kupolu stao veći top (115 mm). Imao je nuklearno-kemijsku-biološku zaštitu koja je posadi omogućavala preživljavanje na modernom bojnom polju, infra crveni uređaj za noćni vid, ventilaciju kupole i mogućnost trenutnog stvaranja dimne zavjese ubrizgavanjem dizela u ispuh.
Korišten je u Srednjem istoku i tijekom Arapsko-Izralskih ratova. T-62 je izvezen u mnoge zemlje, većinom zemlje bivšeg SSSR-a i Bliskog Istoka dok su Čehoslovačka i Sj. Korea imale samostalnu proizvodnju. Chonma-ho (ili Ch'ŏnma-ho) je sjevernokorejski glavni borbeni tenk temeljen na sovjetskom T-62.

## Karakteristike
Glavno naoružanje T-62 tenka bio je potpuno stabilizirani 115 mm 2A20 top koji su razvili sovjetski znanstvenici kako bi povećali borbenu učinkovitost svojih topova i mogli razviti jače granate. Taj top bio je prvi tenkovski glatkocijevni top koji je postavljen na serijski tenk. Probojnost potkalibarnog penetratora na udaljenosti od 1000 m je oko 228 mm homegenog čelika. Na istoj udaljenosti, kumulativna granata probija 495 mm homogenog čeličnog oklopa. Top može ispaljivati i 9K116 Bastion vođenu raketu koja je ista kao i ona za T-55 samo je prilagođena većem topu. Iako je top u potpunosti stabiliziran, zbog loše ciljaničke sprave i opreme preciznost gađanja iz pokreta je vrlo mala.
Oklop T-62 se baš i ne može pohvaliti svojom sigurnošću. Za razliku od T-55 tenkova, T-62 ima malo deblji oklop, ali nije se mogao nositi s tada suvremenim granatama i topovima zapadnih tenkova. Za zaštite može se postaviti eksplozivno-reaktivni oklop.
T-62 koristi isti motor kao i njegovm prethodnik T-55, a to je V-55-5 Dieselov motor koji razvija 580 KS. Zbog istog motora, a veće mase, maksimalna brzina mu je 50 km/h uz specifičnu snagu od 14,5 ks/t.

## Vanjske poveznice
- (en) Članak o T-62 na Federation of American Scientists web site
- (en) Članak o T-62 na Globalsecurity.org